# Drepanocladus aquaticus
Drepanocladus aquaticus là một loài Rêu trong họ Amblystegiaceae. Loài này được (Sanio) Warnst. mô tả khoa học đầu tiên năm 1906.